# 海弓シュリ
海弓 シュリ（みゆみ しゅり、1月6日 - ）は、日本の女性声優。沖縄県出身。マウスプロモーション所属。

## 来歴
2019年、マウスプロモーション附属俳優養成所入所。2021年、マウスプロモーション所属。

## 人物
趣味・特技は歌、デザイン、フライングディスク、ダンス、ゲーム、銭湯とサウナ。
5人きょうだいの末っ子。

## 出演

### テレビアニメ
2021年
- 俺だけ入れる隠しダンジョン（ファン）
- 最果てのパラディン（アンデッドの少年、店員、女性たち）

2022年
- トモダチゲーム（友一幼少期）
- 神クズ☆アイドル（吉野ファン、いじわるな2人、観客 他）
- 遊☆戯☆王ゴーラッシュ!!

2023年
- とんでもスキルで異世界放浪メシ（リオ）
- 鬼滅の刃 刀鍛冶の里編
- 幻日のヨハネ -SUNSHINE in the MIRROR-
- ダークギャザリング（霊、幻燈河星、少年、発知晶）
- ポーション頼みで生き延びます（エー）

2024年
- 真の仲間じゃないと勇者のパーティーを追い出されたので、辺境でスローライフすることにしました2nd（子供①、子供4)
- 杖と剣のウィストリア（生徒）

2025年
- メダリスト（男の子、試験官、生徒）
- 沖縄で好きになった子が方言すぎてツラすぎる（クラスメイト女子、春人の友達、子供）
- クラシック★スターズ（女子、女子部員）
- WIND BREAKER Season 2
- ある魔女が死ぬまで（シエラ）
- ダンダダン（70年代の子供）
- フェルマーの料理（北田岳〈子供〉）

### 劇場アニメ
- THE FIRST SLAM DUNK（2022年）[30]

### ゲーム
2020年
- ブラウンダスト（ホラン）
- 九龍妖魔學園紀 ORIGIN OF ADVENTURE

2023年
- even if TEMPEST 連なるときの暁
- ブレイブアンドソウル2（イル)
- メイプルストーリー（朱梨、キナン）

2024年
- D4DJ Groovy Mix（月見山渚〈2代目〉）
- バトルスピリッツクロスオーバー（棚田トモキ）

### 吹き替え
- 攻略うぉんてっど!〜異世界救います!?〜（2023年、衛兵[31]）